# 1969

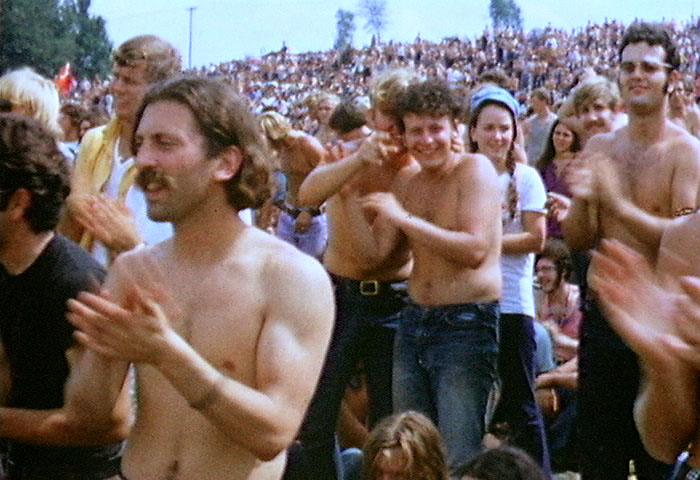
Festival di Woodstock, 15-17 agosto 1969

Il 1969 (MCMLXIX in numeri romani) è un anno  del XX secolo.

## Eventi
- Apre a Mogadiscio l'Università nazionale somala.

### Gennaio
- 16 gennaio – Praga: per protestare contro l'invasione sovietica della Cecoslovacchia, Jan Palach si dà fuoco; morirà tre giorni dopo.
- 20 gennaio – USA: il 37º Presidente degli Stati Uniti Richard Nixon si insedia a Washington DC.
- 22 gennaio  - Fallisce a Mosca un attentato contro Leonid Brežnev da parte di un ex militare disertore che spara al corteo di auto su cui viaggia il leader sovietico.
- 30 gennaio – Londra: esibizione dei Beatles sul tetto dell'Apple Corps.

### Febbraio
- 4 febbraio – Cairo, Egitto: Yasser Arafat è eletto leader dell'Organizzazione per la liberazione della Palestina presso il Congresso nazionale palestinese.
- 5 febbraio: la popolazione degli USA supera i 200 milioni di individui.
- 11 febbraio: la Marina Italiana prende possesso dell'Isola delle Rose e la distrugge
- 24 febbraio: viene lanciata la quinta sonda diretta verso Marte, nell'ambito della missione americana Mariner 6: raggiungerà il pianeta il 31 luglio.

### Marzo
- 2 marzo
  - Tolosa, Francia: primo volo del Concorde
  - Le forze cinesi e sovietiche si scontrano sulle sponde dell'Ussuri.
- 3 marzo
  - Los Angeles, USA: Sirhan Sirhan ammette di aver ucciso il candidato alla presidenza Bob Kennedy.
  - La NASA lancia la missione Apollo 9.
- 4 marzo: Jim Morrison viene arrestato per atti osceni in luogo pubblico.
- 10 marzo : viene pubblicato il romanzo Il Padrino di Mario Puzo.
- 13 marzo: l'Apollo 9 ritorna indenne dalla missione lunare.
- 17 marzo – Israele: Golda Meir è il nuovo primo ministro.
- 18 marzo - Guerra del Vietnam: viene lanciata l'operazione Breakfast sulla Cambogia.
- 24 marzo: viene lanciata la sesta sonda diretta verso Marte, nell'ambito della missione americana Mariner 7: raggiungerà il pianeta il 5 agosto.
- 29 marzo – Madrid, Spagna: viene organizzata la 14ª edizione dell'Eurovision Song Contest, che per la prima volta ha quattro vincitori pari merito: Francia, Paesi Bassi, Regno Unito e Spagna.

### Aprile
- 3 aprile – Papa Paolo VI promulga la nuova edizione del Messale Romano, che recepisce le istanze della riforma liturgica promossa dal Concilio Vaticano II.
- 4 aprile – USA: il dottor Denton Cooley impianta il suo primo cuore artificiale.
- 15 aprile – Corea del Nord: Alcuni velivoli vengono colpiti sopra il mare del Giappone, uccidendo 31 persone.
- 25 aprile: Bombe del 25 aprile 1969 a Milano, primo atto della strategia della tensione
- 28 aprile – Francia: a seguito dei risultati del referendum sulla riforma del senato e la regionalizzazione, Charles De Gaulle si dimette da presidente.

### Maggio
- 10 maggio – Guerra del Vietnam: inizia la battaglia di Hamburger Hill.
- 16 maggio – Programma Venere: Venera 5 parte verso Venere.
- 25 maggio – Sudan: il colonnello Ja'far al-Nimeyri attua un colpo di Stato militare, detto "rivoluzione di maggio".
- 26 maggio
  - Apollo 10 ritorna sulla Terra, dopo il successo di 8 giorni di test e di tutti i componenti necessari per l'imminente primo sbarco sulla Luna.
  - Viene stabilita la Comunità andina.

### Giugno
- 5 giugno – festa del Corpus Domini: viene redatto il Bref examen critique du Nouvel Ordo Missae, una critica nei confronti della celebrazione della nuova messa.
- 5 giugno – URSS: inizia la conferenza internazionale dei comunisti a Mosca.
- 8 giugno: il presidente degli Stati Uniti, Richard Nixon, e il presidente del Vietnam del Sud, Nguyễn Văn Thiệu si incontrano sull'atollo Midway. Nixon annuncia che 25 000 soldati torneranno a casa entro settembre.
- 15 giugno – elezioni presidenziali in Francia: Georges Pompidou viene eletto con il 58,2% dei voti contro il 41,8% per Alain Poher.
- 28 giugno – New York: inizia la rivolta di Stonewall. Per tre giorni la protesta di gay e transgender dilaga nel quartiere gay della città.

### Luglio
- 3 luglio – Hartfield, Inghilterra: Brian Jones, celebre componente dei Rolling Stones, viene trovato morto sul fondo della piscina della sua villa. La causa della morte è una overdose di eroina alla quale è seguito l'annegamento.
- 5 luglio – Londra: i Rolling Stones tengono un concerto gratuito ad Hyde Park in memoria di Brian Jones, al quale partecipano quasi 500 000 persone.
- 11 luglio: viene ritrovato al largo delle isole Bermude il trimarano Teignmought Electron dell'inglese Donald Crowhurst dopo il suo falso giro del mondo in solitaria. Dagli scritti ritrovati a bordo si crede che Crowhurst si sia suicidato.
- 14-20 luglio: Guerra del calcio tra Honduras ed El Salvador
- 16 luglio: parte dalla terra l'Apollo 11, prima missione sulla luna.
- 21 luglio: l'uomo sbarca sulla Luna: Neil Armstrong e Buzz Aldrin, sono i primi uomini a camminare sul suolo lunare. La missione spaziale Apollo 11, partita il 16 luglio, termina il 24 luglio.
- 22 luglio: le Cortes Españolas designano il principe don Juan Carlos successore di Francisco Franco.
- 31 luglio: la sonda della missione americana Mariner 6 raggiunge Marte: invierà alla Terra un totale di 75 foto.

### Agosto
- 4 agosto – Guerra del Vietnam: all'interno dell'appartamento dell'intermediario francese Jean Sainteny, a Parigi, un rappresentante degli Stati Uniti Henry Kissinger e un rappresentante del Vietnam del Nord, Xuan Thuy, si incontrano per iniziare dei segreti negoziati di pace.
- 5 agosto: la sonda della missione americana Mariner 7 raggiunge Marte: invierà alla Terra un totale di 126 foto.
- 8 agosto: Attentati ai treni dell'estate 1969: nella notte che precede il giorno 9 in alcuni treni che si trovano in diverse stazioni ferroviarie italiane esplodono degli ordigni che provocano in totale il ferimento di 12 persone e ingenti danni.
- 9 agosto – Los Angeles: in una villa sita al 10050 Cielo Drive da poco affittata dal regista Roman Polański, si compie un efferato massacro, di cui saranno riconosciuti responsabili Charles Manson e alcuni affiliati alla sua setta: perdono la vita 5 persone, tra cui la giovane moglie del regista, l'attrice Sharon Tate, al nono mese di gravidanza.
- 12 agosto - Londonderry e Belfast (Irlanda del Nord): guerriglia urbana tra la polizia e la componente cattolica delle città e data d'inizio ufficiale dei "Troubles", gli scontri che evolveranno negl'anni successivi in una vera e propria guerra civile
- 13 agosto: scontri al confine tra Unione Sovietica e Repubblica Popolare Cinese.
- 15-17 agosto: si tiene a Bethel, nello stato di New York, il festival di Woodstock, che raduna circa 500 000 spettatori.
- 21 agosto: Denis Michael Rohan, cittadino australiano cristiano protestante, appicca il fuoco al plurisecolare minbar della Moschea al-Aqsa di Gerusalemme e viene arrestato e internato in una struttura psichiatrica israeliana.

### Settembre
- 1º settembre – Libia: con un colpo di Stato militare, il colonnello Mu'ammar Gheddafi prende il potere.
- 2 settembre- Torino. Al rientro dalle ferie estive la Fiat sospende dal lavoro 25 000 operai per ridurre la produzione industriale: si scatenano forti proteste. È l’inizio dell’Autunno caldo.
- 4 settembre – Hanoi. Viene annunciata la morte, avvenuta due giorni prima, di Ho Chi Minh. Il potere del Vietnam del Nord è affidato a un collettivo di ministri, militari e politici che avranno il compito di proseguire la guerra con il Vietnam del Sud.

### Ottobre
- 15 ottobre – Stati Uniti d'America: Nelle principali città americane si svolge il Moratorium Day. Milioni di persone, prevalentemente giovani, partecipano a una serie di manifestazioni pacifiste per chiedere la fine della Guerra del Vietnam: a New York, dove si svolge la manifestazione più importante, vengono liberati in cielo palloncini neri con i nomi di soldati caduti nel conflitto.
- 21 ottobre – Somalia: un colpo di Stato militare porta al potere il generale Mohammed Siad Barre.
- 22 ottobre – Repubblica Federale Tedesca: Willy Brandt diventa cancelliere a capo di una coalizione di governo composta da socialdemocratici e liberali.
- 29 ottobre: nasce ARPANET, predecessore di Internet. Nell'ambito del progetto “Arpanet”, la rete di computer costituita nel settembre del 1969 dall'Arpa (Advanced Research Projects Agency), del dipartimento di Difesa degli Usa, il 29 ottobre del 1969 il professor Leonard Kleinrock dell'Università della California di Los Angeles riuscì a stabilire il primo collegamento della rete telematica, trasmettendo la parola “login” all'unico altro nodo della rete a quel tempo esistente e funzionante, presso lo Stanford Research Institute, a circa 500 km di distanza.

### Novembre
- 3 novembre: vengono firmati nella capitale egiziana gli Accordi del Cairo, per risolvere le questioni insorte tra i guerriglieri armati palestinesi presenti in Libano e le legittime autorità del Paese vicino-orientale.
- 14 novembre: lancio dell'Apollo 12, seconda missione umana sulla Luna.
- 15 novembre – Guerra fredda: il sottomarino sovietico K-19 si scontra con il sottomarino americano USS Gato al largo del mare di Barents.
- 19 novembre: atterraggio sulla Luna dell'Apollo 12; gli astronauti Charles Conrad e Alan Bean toccano il suolo lunare nell'Oceanus Procellarum (Oceano delle tempeste), diventando così il terzo e quarto uomo a metter piede sulla Luna.
- 30 novembre; Prima domenica di Avvento nel calendario liturgico cattolico. La Messa voluta da Paolo VI sostituisce la Messa quasi bimillenaria della Chiesa Cattolica. Nonostante ciò moltissimi sacerdoti continueranno a celebrare secondo il rito precedente.

### Dicembre
- 1 dicembre - nasce il primo manga di Doraemon.
- 4 dicembre – Stati Uniti: i membri delle Pantere Nere, Fred Hampton e Mark Clark, vengono uccisi nel sonno durante un'incursione compiuta da 14 poliziotti di Chicago.
- 6 dicembre: uccisione di un ragazzo di colore, Meredith Hunter, da parte del servizio d'ordine all'Altamont Free Concert organizzato dai Rolling Stones.
- 12 dicembre – Italia: scoppiano cinque bombe, in meno di un'ora, dalle 16.30 alle 17.30, tra Roma e Milano: la prima è a Milano, quella che verrà ricordata come Strage di piazza Fontana in cui muoiono 17 persone e ne rimangono ferite 88; la seconda bomba è piazzata nel sottopassaggio nei pressi di via Veneto/via di San Basilio a Roma e scoppia alle ore 16.55 dentro la Banca Nazionale del Lavoro: fa 13 feriti. Altre due bombe esplodono sempre a Roma, appena mezz'ora dopo, davanti all'Altare della Patria, facendo 4 feriti. Un'altra bomba piazzata alla Banca Comit di Milano non esplode e verrà fatta brillare dagli artificieri.
- 15 dicembre: presso il tribunale di Milano viene accusato della strage di Piazza Fontana e arrestato l'anarchico Pietro Valpreda; in serata viene trasferito a Roma. Verso la mezzanotte l'anarchico Giuseppe Pinelli, fermato e trattenuto in questura, muore dopo una caduta dal quarto piano dove era in corso il suo interrogatorio.

## Nati
Ci sono circa 4 160 voci su persone nate nel 1969; vedi la pagina Nati nel 1969 per un elenco descrittivo o la categoria Nati nel 1969 per un indice alfabetico.

## Morti
Ci sono circa 1 210 voci su persone morte nel 1969; vedi la pagina Morti nel 1969 per un elenco descrittivo o la categoria Morti nel 1969 per un indice alfabetico.

## Calendario
| Calendario 1969 | Calendario 1969 | Calendario 1969 | Calendario 1969 | Calendario 1969 | Calendario 1969 | Calendario 1969 | Calendario 1969 | Calendario 1969 | Calendario 1969 | Calendario 1969 | Calendario 1969 | Calendario 1969 | Calendario 1969 | Calendario 1969 | Calendario 1969 | Calendario 1969 | Calendario 1969 | Calendario 1969 | Calendario 1969 | Calendario 1969 | Calendario 1969 | Calendario 1969 | Calendario 1969 | Calendario 1969 | Calendario 1969 | Calendario 1969 | Calendario 1969 | Calendario 1969 | Calendario 1969 | Calendario 1969 | Calendario 1969 | Calendario 1969 |
| --------------- | --------------- | --------------- | --------------- | --------------- | --------------- | --------------- | --------------- | --------------- | --------------- | --------------- | --------------- | --------------- | --------------- | --------------- | --------------- | --------------- | --------------- | --------------- | --------------- | --------------- | --------------- | --------------- | --------------- | --------------- | --------------- | --------------- | --------------- | --------------- | --------------- | --------------- | --------------- | --------------- |
|                 | 1               | 2               | 3               | 4               | 5               | 6               | 7               | 8               | 9               | 10              | 11              | 12              | 13              | 14              | 15              | 16              | 17              | 18              | 19              | 20              | 21              | 22              | 23              | 24              | 25              | 26              | 27              | 28              | 29              | 30              | 31              |                 |
| Gennaio         | Me              | Gi              | Ve              | Sa              | Do              | Lu              | Ma              | Me              | Gi              | Ve              | Sa              | Do              | Lu              | Ma              | Me              | Gi              | Ve              | Sa              | Do              | Lu              | Ma              | Me              | Gi              | Ve              | Sa              | Do              | Lu              | Ma              | Me              | Gi              | Ve              |                 |
| Febbraio        | Sa              | Do              | Lu              | Ma              | Me              | Gi              | Ve              | Sa              | Do              | Lu              | Ma              | Me              | Gi              | Ve              | Sa              | Do              | Lu              | Ma              | Me              | Gi              | Ve              | Sa              | Do              | Lu              | Ma              | Me              | Gi              | Ve              |                 |                 |                 |                 |
| Marzo           | Sa              | Do              | Lu              | Ma              | Me              | Gi              | Ve              | Sa              | Do              | Lu              | Ma              | Me              | Gi              | Ve              | Sa              | Do              | Lu              | Ma              | Me              | Gi              | Ve              | Sa              | Do              | Lu              | Ma              | Me              | Gi              | Ve              | Sa              | Do              | Lu              |                 |
| Aprile          | Ma              | Me              | Gi              | Ve              | Sa              | Do              | Lu              | Ma              | Me              | Gi              | Ve              | Sa              | Do              | Lu              | Ma              | Me              | Gi              | Ve              | Sa              | Do              | Lu              | Ma              | Me              | Gi              | Ve              | Sa              | Do              | Lu              | Ma              | Me              |                 |                 |
| Maggio          | Gi              | Ve              | Sa              | Do              | Lu              | Ma              | Me              | Gi              | Ve              | Sa              | Do              | Lu              | Ma              | Me              | Gi              | Ve              | Sa              | Do              | Lu              | Ma              | Me              | Gi              | Ve              | Sa              | Do              | Lu              | Ma              | Me              | Gi              | Ve              | Sa              |                 |
| Giugno          | Do              | Lu              | Ma              | Me              | Gi              | Ve              | Sa              | Do              | Lu              | Ma              | Me              | Gi              | Ve              | Sa              | Do              | Lu              | Ma              | Me              | Gi              | Ve              | Sa              | Do              | Lu              | Ma              | Me              | Gi              | Ve              | Sa              | Do              | Lu              |                 |                 |
| Luglio          | Ma              | Me              | Gi              | Ve              | Sa              | Do              | Lu              | Ma              | Me              | Gi              | Ve              | Sa              | Do              | Lu              | Ma              | Me              | Gi              | Ve              | Sa              | Do              | Lu              | Ma              | Me              | Gi              | Ve              | Sa              | Do              | Lu              | Ma              | Me              | Gi              |                 |
| Agosto          | Ve              | Sa              | Do              | Lu              | Ma              | Me              | Gi              | Ve              | Sa              | Do              | Lu              | Ma              | Me              | Gi              | Ve              | Sa              | Do              | Lu              | Ma              | Me              | Gi              | Ve              | Sa              | Do              | Lu              | Ma              | Me              | Gi              | Ve              | Sa              | Do              |                 |
| Settembre       | Lu              | Ma              | Me              | Gi              | Ve              | Sa              | Do              | Lu              | Ma              | Me              | Gi              | Ve              | Sa              | Do              | Lu              | Ma              | Me              | Gi              | Ve              | Sa              | Do              | Lu              | Ma              | Me              | Gi              | Ve              | Sa              | Do              | Lu              | Ma              |                 |                 |
| Ottobre         | Me              | Gi              | Ve              | Sa              | Do              | Lu              | Ma              | Me              | Gi              | Ve              | Sa              | Do              | Lu              | Ma              | Me              | Gi              | Ve              | Sa              | Do              | Lu              | Ma              | Me              | Gi              | Ve              | Sa              | Do              | Lu              | Ma              | Me              | Gi              | Ve              |                 |
| Novembre        | Sa              | Do              | Lu              | Ma              | Me              | Gi              | Ve              | Sa              | Do              | Lu              | Ma              | Me              | Gi              | Ve              | Sa              | Do              | Lu              | Ma              | Me              | Gi              | Ve              | Sa              | Do              | Lu              | Ma              | Me              | Gi              | Ve              | Sa              | Do              |                 |                 |
| Dicembre        | Lu              | Ma              | Me              | Gi              | Ve              | Sa              | Do              | Lu              | Ma              | Me              | Gi              | Ve              | Sa              | Do              | Lu              | Ma              | Me              | Gi              | Ve              | Sa              | Do              | Lu              | Ma              | Me              | Gi              | Ve              | Sa              | Do              | Lu              | Ma              | Me              |                 |

## Cinema
- Esce il film Satyricon di Federico Fellini
- Esce il film Queimada di Gillo Pontecorvo con Marlon Brando
- Esce il film Nell'anno del Signore di Luigi Magni con Nino Manfredi
- Esce il film Il commissario Pepe di Ettore Scola con Ugo Tognazzi
- Esce il film Easy Rider di Dennis Hopper. Oltre al regista, tra gli attori vi sono Peter Fonda ed un giovane Jack Nicholson
- Esce il film Un uomo da marciapiede di John Schlesinger

## Teatro
- Dario Fo presenta per la prima volta l'opera teatrale Mistero buffo

## Televisione
- 3 giugno: termina negli Stati Uniti la prima serie di Star Trek dopo 79 episodi
- 13 settembre: viene creato e mandato in onda il primo cartone di Scooby Doo; questa serie animata viene prodotta ancora oggi.

## Fumetti
- maggio: esordio di Alan Ford, creato da Max Bunker e Magnus.
- 8 giugno: esordio di Paperinik su Topolino con la storia Paperinik il diabolico vendicatore.

## Musica
- 12 gennaio: i Led Zeppelin pubblicano il loro primo album omonimo.
- 30 gennaio: i Beatles tengono il loro ultimo concerto sui tetti della Apple a Londra. La registrazione filmica dell'evento servirà per il film Let It Be - Un giorno con i Beatles.
- 1º febbraio: vince il Festival di Sanremo la canzone Zingara (Luigi Albertelli ed Enrico Riccardi) cantata da Bobby Solo e Iva Zanicchi
- 23 maggio: il gruppo The Who pubblica il concept album Tommy
- 26 settembre: i Beatles pubblicano il loro undicesimo album Abbey Road.
- 10 ottobre: esce il primo album della band progressive inglese King Crimson: In the Court of the Crimson King. È la prima incisione progressive rock.
- 25 ottobre: esce nel Regno Unito Ummagumma, quarto album dei Pink Floyd. Verrà certificato disco d'oro nel febbraio del 1974 e di platino nel marzo del 1994.
- Frank Zappa dà alle stampe tre lp, di cui uno doppio: MothermaniaMothermania, album/raccolta con i The Mothers of Invention, Uncle Meat e Hot Rats.

## Sport
- 12 gennaio: nel Super Bowl III (finale del campionato NFL di football americano) gli sfavoriti New York Jets sconfiggono i Baltimore Colts con il punteggio di 16-7. È il primo titolo vinto da una squadra dell'American Football League.
- 12 aprile: la Nazionale gallese vince il Cinque Nazioni.
- 11 maggio, Torino: la Fiorentina vince il suo secondo Scudetto, dopo quello di tredici anni prima.
- 28 maggio – Madrid: il Milan diventa campione d'Europa, vincendo la Coppa Campioni per 4-1 contro l'Ajax.
- 8 giugno: Felice Gimondi vince il Giro d'Italia.
- 19 novembre: Pelé segna il millesimo gol della sua carriera.
- Gianni Rivera è il primo calciatore italiano a vincere il Pallone d'oro.

## Premi Nobel
- per la Pace: Organizzazione Internazionale del Lavoro
- per la Letteratura: Samuel Beckett
- per la Medicina: Max Delbrück, Alfred D. Hershey, Salvatore Luria
- per la Fisica: Murray Gell-Mann
- per la Chimica: Derek H. R. Barton, Odd Hassel
- per l'Economia: Ragnar Frisch, Jan Tinbergen